# Glacier du Lys
Le glacier du Lys se trouve en Vallée d'Aoste, dans la haute vallée du même nom, dans le massif du mont Rose.

## Géographie
Le glacier du Lys naît au col du même nom (4 248 m) et descend jusqu'à 2 600 mètres dans la haute vallée du Lys. 
Il est entouré par les sommets du Lyskamm, du Balmenhorn, de la Ludwigshöhe et de la Pyramide Vincent.
De ce glacier découle un torrent, le Lys.